# 勒帕尔克
勒帕尔克（法語：Le Parc，法語發音：[lə paʁk]）是法国芒什省的一个市镇，属于阿夫朗什区。该市镇于2016年由原市镇布拉费、普隆和圣皮扬斯合并而成，行政中心位于圣皮扬斯。

## 地名
“勒帕尔克”（Le Parc）一名来自原市镇圣皮扬斯内的一个称地，并非字面意思的“公园”。

## 地理
勒帕尔克（48°45'29.52"N, 1°17'32.53"W）面积22.63 平方千米，位于法国诺曼底大区芒什省，该省份为法国西北部沿海省份，西、北、东北三面环大西洋，东起顺时针与卡爾瓦多斯省、奧恩省、马耶讷省和伊勒-维莱讷省接壤。
与勒帕尔克接壤的市镇（或旧市镇、城区）包括：布尔格诺勒、拉特里尼泰、拉谢斯博杜安、塞河畔蒂尔皮耶、蓬村、沙瓦、勒吕奥、勒塔尼。
勒帕尔克的时区为UTC+01:00、UTC+02:00（夏令时）。

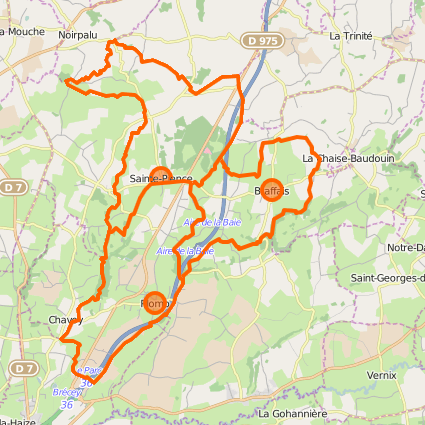
勒帕尔克的OSM定位图

## 行政
勒帕尔克的邮政编码为50870，INSEE市镇编码为50535。

## 政治
勒帕尔克所属的省级选区为阿夫朗什县。

## 人口
勒帕尔克于2022年1月1日时的人口数量为907人。